# Santamaria
Santamaria est un groupe portugais de musique électronique, originaire de Porto. Il est formé en 1997 d'un projet idéalisé par Filipa Lemos, son frère Tony Lemos, et Luis Marante. En 1998, avant de lancer la promotion de leur album, Diná Real, puis Magda Monteiro, se joignent au groupe. Lucas Júnior prend la place de coproducteur du groupe en 2001, et fait son entrée officielle en 2007, dix ans après la création du groupe. Le 13 octobre 2020, Tony Lemos se suicide à 48 ans à la suite d'une dépression.
Le groupe compte 14 albums et 2 DVD live sortis entre 1998 et 2015 (soit un par an sauf en 2004, 2011 et 2013). Les Santamaria sont également les pionniers de l'eurodance au Portugal.

## Histoire
António Fernando de Sousa Lemos et Marlene Filipa de Sousa Lemos sont frères et sœurs et lorsqu'ils étaient plus jeunes, ils forment un duo, Tony e Marlene, et sortent quelques albums. Santamaria est formé en 1997 avec l'arrivée d'Américo Luís Soares Marante. Ils sont rejoints par les danseuses et chanteuses Diná Manuela Pinto Real et Yolanda. Cette dernière est partie peu après et Elisabete Magda de Oliveira Monteiro le remplace. Le 25 mars 1998 est une date qui marque le début d'une carrière remarquable au Portugal pour les Santamaria. Leur premier album Eu Sei, Tu Es est une réussite qui les propulse dans le monde de la musique électronique portugaise. L'album Sem Limite sort le 28 avril 1999, il reste l'album le plus vendu des Santamaria, avec Tudo p’ra te amar ; à noter également un duo enregistré avec la Danoise Whigfield dans (Happy Maravilha).
Le 31 mai 2000, les Santamaria sortent leur 3e album Voar. Les Santamaria recevront aussi le Globo de Ouro de la meilleure réalisation du clip A Voar (thème sur Matrix), premier single de cet album. Reflexus sort le 16 juin 2001. Ils recevront le titre du meilleur groupe 2001, à la cérémonie des Globos de Ouro. Le 12 juillet 2002, ils sortent leur 5e album, 4Dance, dépassant ainsi le demi million d’albums vendus dans le monde et se classant à la 6e place du Top Oficial d'AFP. Le 2 juillet 2003, les Santamaria éditent leur premier best of (Boogie Woogie) avec 5 titres inédits et un DVD. Durant l'année qui suit la sortie du best of, en 2004, les Santamaria ne sortent pas de nouvel album, mais se concentrent sur une immense tournée, qui s'étale sur deux ans.
Le 29 avril 2005, les Santamaria font leur retour sur scène avec la sortie du 6e album 2Beat. Un retour réussi pour le groupe, avec le succès du titre Dalay Lama. En 2006, les Santamaria changent de label discographique pour rejoindre (la Espacial) : ils reprochaient notamment à Vidisco de ne pas leur faire assez de publicité. Ils sortent le 3 juillet 2006 8, pour leurs huit ans de carrière (leur dernier album à 5). Peu après la sortie de 8 leur ancien label décident d'éditer un deuxième best of Hit Singles. Les Santamaria sortent en juillet de l'année suivante, leur 8e album, Elements. L'année 2007 marque aussi l'arrivée officielle de Lucas Jr. (DJ Lucana) ; ils sont désormais 6. Le 12 juin 2008, les Santamaria sortent Virtual. Vidisco édite Colecção Platina (juin 2008), puis Colecção Romântica (octobre 2008), afin de concurrencer Virtual[réf. nécessaire].
Le 24 novembre 2008 est édité aussi leur premier CD et DVD live : Santamaria - 10 anos - Ao vivo. Le 8 août 2008, les Santamaria offrent un concert à Porto, pour commémorer leurs 10 années de carrière. En mars 2009, ils remportent le prix du Meilleur groupe à la cérémonie des Prémios Romântica FM 2008 et le 10e album des Santamaria Xplosion, sort le 4 juillet 2009, dévoilé ce jour par surprise à la télévision.
Malgré une forte mobilisation des fans, les Santamaria ne participeront pas au Concours Eurovision de la chanson 2010. Comme annoncé fin 2009 par Filipa Lemos, le groupe sort un nouvel album Play le 22 juin 2010 présenté au Play Tour. En mars 2012, les Santamaria sort leur 12e album intitulé Let's Dance. Quelques mois après la sortie du single Let's Go to Africa, Dina Real annonce son départ au groupe. En 2013, ils fêtent leur 15 ans de carrière avec un concert en novembre 2013, tourné au colisée de Porto, et sorti en DVD en 2014. Les Santamaria ont fait une tournée en Suisse, en Espagne, au Portugal et aux États-Unis, à New Bedford, situé près de Boston qui est réputé pour avoir une importante communauté portugaise. Le 25 octobre 2013, les Santamaria sortent via YouTube et Facebook, leur nouveau single intitulé Ja não sei de ti.
Le 20 juillet 2015, les Santamaria sort leur 13e album intitulé Gold, dernier album en date. Entre 2017 et 2019, les Santamaria sortent 4 titres dont les succès Nao quero mais perder et Arriscar mais aucun album depuis Gold, avec une grande tournée pour leur 20 ans de carrière, qui s'achève en 2019.
Le 13 octobre 2020, Tony Lemos se suicide à 48 ans à la suite d'une dépression. Le groupe sort un mois plus tard un slow en hommage au frère décédé de la chanteuse Filipa Lemos. Le groupe, qui se prépare à la sortie d'un album pour 2021, annonce souhaiter continuer sa carrière, désormais à 5. Le 16 juillet 2021, le groupe sort leur 14e album intitulé Eterno, et ils reprennent leur tournée pour promouvoir l’album. Eterno est réédité sous format vinyle en 2022

## Style musical
Le style du groupe évolue depuis 1998, entre la dance, la pop, l'eurodance, et par la suite le hands up, leur style musical évolue au fil du temps. Mais les Santamaria ne se limitent pas à la musique électronique, ils sont aussi auteurs d'une trentaine de ballades (slow), et quasiment la totalité des albums contient un ou plusieurs remixes.

## Membres

### Membres actuels
- Filipa Lemos – chant, leader
- Luís Marante – composition, musicien, chant
- Lucas Júnior – production, DJing, chant (depuis 2007)
- Maria João Valente – chœurs, danse (depuis 2012)

### Anciens membres
- Diná Real – chœurs, composition (1998-2012)
- Magda Monteiro – chœurs, danse (1998-2017)
- Tony Lemos – producteur musical, compositeur, musicien (décédé en 2020)
- Francisca Cunha (2017-2022)

## Discographie

### Singles
- 1998 : Eu Sei, Tu Es... (Eurodance)
- 1998 : Não Dá P'ra Viver Sem Ti (dance-pop)
- 1998 : És Demais (slow)
- 1999 : Tudo Pr'a Te Amar (Eurodance)
- 1999 : Falésia Do Amor (pop-rap)
- 1999 : Quero-te Mais (slow)*
- 2000 : A Voar (Em Ti) (Eurodance) - Prix du meilleur clip-vidéo 2000 (Globo de oro)
- 2000 : Quero Tudo (E Muito Mais) (Eurodance)
- 2000 : Castelos Na Areia (Funny Game) (pop-rap)
- 2000 : Quando O Amor Chega (Chega Ao Coração) (Slow)*
- 2001 : Quero Ser... (Tudo P'ra Ti) (Eurodance)
- 2001 : Espelho De Agua (pop-rap)
- 2002 : Vou Entrar No Teu Olhar (Eurodance)
- 2002 : Meu Sonho Es Tu (So Tu) (Eurodance)*
- 2003 : Boogie Woogie (The Song) (boogie-dance)
- 2005 : Dalay Lama (Eurodance)
- 2005 : Raggajam (ragga-pop)
- 2006 : Ja Não Tens Nada A Ver (Eurodance)
- 2006 : És Meu Sol...! (Es Paz) (ragga-pop)*
- 2006 : Pecado Real (slow)*
- 2006 : Poder Ver-te Outra Vez (Aqui) (Eurodance)*
- 2007 : Eu Quero Saber (Se Sou Amor Ou Ilusão) (Eurodance)
- 2007 : Por Um Mundo Melhor (Vamos Lutar) (pop)
- 2007 : Lágrimas De Amor (Esquecidas) (Slow)*
- 2008 : Só Eu Te Quero (dance-pop)
- 2008 : Sem Te Ter Aqui Pr'a Mim (Eurodance)
- 2008 : Junto De Ti (Num Gesto De Amor) (ragga-pop)*
- 2009 : Eu Sem Ti... (Alma Perdida) (Eurodance)
- 2009 : Na Alma Do Amor (dance-pop)*
- 2009 : Vou Escrever O Que Perdi (slow)*
- 2010 : Tudo De Mim (Para Ti) (Eurodance)
- 2010 : Só Uma Noite Contigo (dance-RnB)
- 2010 : Quero Sentir Teu Amor (ragga-dance)*
- 2010 : Leva-me Contigo (Num sonho) (slow)*
- 2012 : Let's Go To Afrika (Dance-Kuduro)
- 2012 : Só a Tua Estrela (Eurodance)*
- 2013 : Ja Não Sei De Ti (Eurodance-pop)*
- 2015 : És Tudo (Eurodance-pop)*
- 2015 : Não Sejas Assim (Kizomba)*
- 2017 : Não Quero Mais Perder (Eurodance-pop)*
- 2018 : Arriscar (Eurodance-pop)* (clip vidéo existant pour le remix)
- 2019 : Eu Fui Eu (Eurodance-pop)
- 2020 : Amar Querer Acreditar (slow)
- 2021 : Infinito (Eurodance-pop)
- 2022 : Quero Sentir (Eurodance-pop)
- 2024 : Ficar (Eurodance-pop)

Pas de clip vidéo *

## Distinctions
- 2001 : Globo de Ouro du « meilleur groupe »[6].
- 2009 : Prémio Romântica FM du « meilleur groupe ».